# Alan Agresti
Alan Agresti (6 febbraio 1947) è uno statistico statunitense, professore emerito presso l'Università della Florida.

## Biografia
Si è laureato in matematica nel 1968 presso l'Università di Rochester e quindi ha ottenuto un dottorato in statistica nel 1972 presso l'Università del Wisconsin-Madison. Il suo tutor di dottorato fu Stephen Stigler e la sua tesi riguardò i processi stocastici. È autore di numerosi testi fondamentali sull'analisi dei dati categorici.
È sposato con Jackie Levine.